# قسم كوه بنج الريفي (مقاطعة بردسير)
قسم كوه بنج الريفي (بالفارسية: دهستان کوه‌پنج) هي منطقة سكنية تقع في إيران في كرمان. يقدر عدد سكانها بـ 2,898 نسمة .